# Archibald Erskine, 7. Earl of Kellie
Archibald Erskine, 7. Earl of Kellie (* 22. April 1736; † 8. Mai 1797), war ein schottisch-britischer Peer und Politiker.

## Leben
Archibald Erskine war der zweite und jüngste Sohn des Alexander Erskine, 5. Earl of Kellie, aus dessen zweiter Ehe mit Janet Pitcairn.
Beim kinderlosen Tod seines älteren Bruders Thomas Erskine, 6. Earl of Kellie, erbte er am 9. Oktober 1781 dessen schottische Adelstitel als 7. Earl of Kellie, 7. Viscount of Fentoun, 7. Lord Dirletoun und 7. Lord Erskine of Dirletoun.
Er diente als Offizier in der British Army und stieg im Februar 1782 zum Lieutenant-Colonel des 104th Regiment of Foot auf.
Vom 24. Juli 1790 bis zum 20. Mai 1796 war er als schottischer Representative Peer Mitglied des britischen House of Lords.
Da er unverheiratet und kinderlos blieb, fielen seine Adelstitel bei seinem Tod an seinen nächsten männlichen Verwandten, seinen Neffen vierten Grades, Sir Charles Erskine, 8. Baronet (1765–1799).